# Локальний час

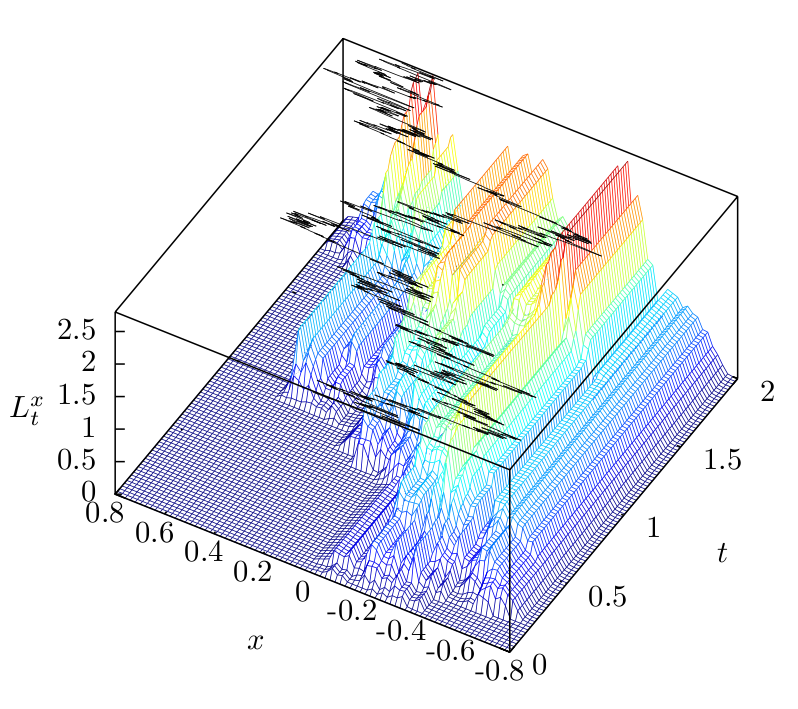
Вибіркова траєкторія процесу Іто разом із поверхнею локальних часів.

У математичній теорії випадкових процесів, локальний час є випадковим процесом, пов'язаним із процесами дифузії, як от броунівським рухом, який характеризує кількість часу, проведеного частинкою на даному рівні. Локальний час дуже корисний і часто з'являється у багатьох формулах стохастичної інтеграції, якщо підінтегральна функція не достатньо гладка, так як формула Танаки.

## Формальне визначення
Математично, локальний час визначається так:
{\displaystyle \ell (t,x)=\int _{0}^{t}\delta (x-b(s))\,ds}
де b(s) — процес дифузії, δ — Дельта-функція Дірака. Це поняття було введено Полем Леві. Основна ідея полягає в тому, що ℓ(t, x) — (перенормована) міра часу, який b(s) провів у x до часу t. Можна записати:
{\displaystyle \ell (t,x)=\lim _{\varepsilon \downarrow 0}{\frac {1}{2\varepsilon }}\int _{0}^{t}1\{x-\varepsilon <b(s)<x+\varepsilon \}\,ds,}
що пояснює, чому цю величину називають локальним часом b у x.